# SN 2005bj
SN 2005bj – supernowa typu Ic odkryta 11 kwietnia 2005 roku w galaktyce M+03-43-05. W momencie odkrycia miała maksymalną jasność 17,70m.